# Landkreis Böblingen
Landkreis Böblingen är ett distrikt (Landkreis) i centrala delen av det tyska förbundslandet Baden-Württemberg. Distriktet ligger på en högplatå (Gäu) 350 till 500 meter över havet som har anslut till bergsområdet Schwarzwald.

## Infrastruktur
Genom distriktet passerar motorvägarna A8 och A81.
1. 1 2  härlett från: Statistisches Landesamt Baden-Württemberg.[källa från Wikidata]
2. ↑  hämtat från: tyskspråkiga Wikipedia.[källa från Wikidata]